# Українсько-лаоські відносини
Українсько-лаоські відносини — відносини між Україною та Лаоською Народно-Демократичною Республікою.
2 січня 1992 Лаос визнав незалежність України. Дипломатичні відносини між країнами було встановлено 17 вересня 1992 року.
Права та інтереси громадян України в Лаосі захищає Посольство України в Таїланді.